# Vine
Vine是Twitter公司旗下的一款免费移动应用，允许用户创建最长10秒钟的短片并分享到到社交网络，比如Twitter和Facebook。Vine于2013年1月24日首先登陸iOS平台、6月3日登陸Android平台。

## 历史
Vine在2012年6月由唐姆·霍夫曼和罗斯·优素普夫创立。2012年10月被Twitter收购。2013年1月24日，Vine登陸iOS平台，适用于iPhone和iTouch。几个月后，Vine成为市场上最受欢迎的视频分享应用。2013年4月9日，Vine在App Store成为当日下载次数最多的免费软件。2013年6月3日，Vine登陸Android平台。
Twitter在2016年10月27日宣布将会关闭Vine作为公司重组计划的一部分，已经上传的视频并不会被删除。

## 使用及评价
BBC用“令人目瞪口呆的”来形容Vine，并表示不仅是广告机构，而且定格动画业也注意到了Vine的潜在价值。
Vine也被用作新闻业。2013年2月1日，一位土耳其记者用Vine记录美国驻土耳其大使馆外的一次自杀爆炸袭击，这段6秒的视频记录了所有的重要细节。
Vine也被哥伦比亚唱片用来推广傻朋克乐队的新专辑。
在Vine发行数周後，社区内即有色情影片出现，但是Twitter的使用条款并不禁止色情。曾经有一支色情短片被标记为编辑推荐，随后Twitter表示这是一次人为错误。由于色情内容违反了苹果的使用条款，2013年2月5日，Twitter在苹果公司的要求下将Vine的最小使用年龄从12岁提高到17岁。